# Prinzen-Garde Köln 1906

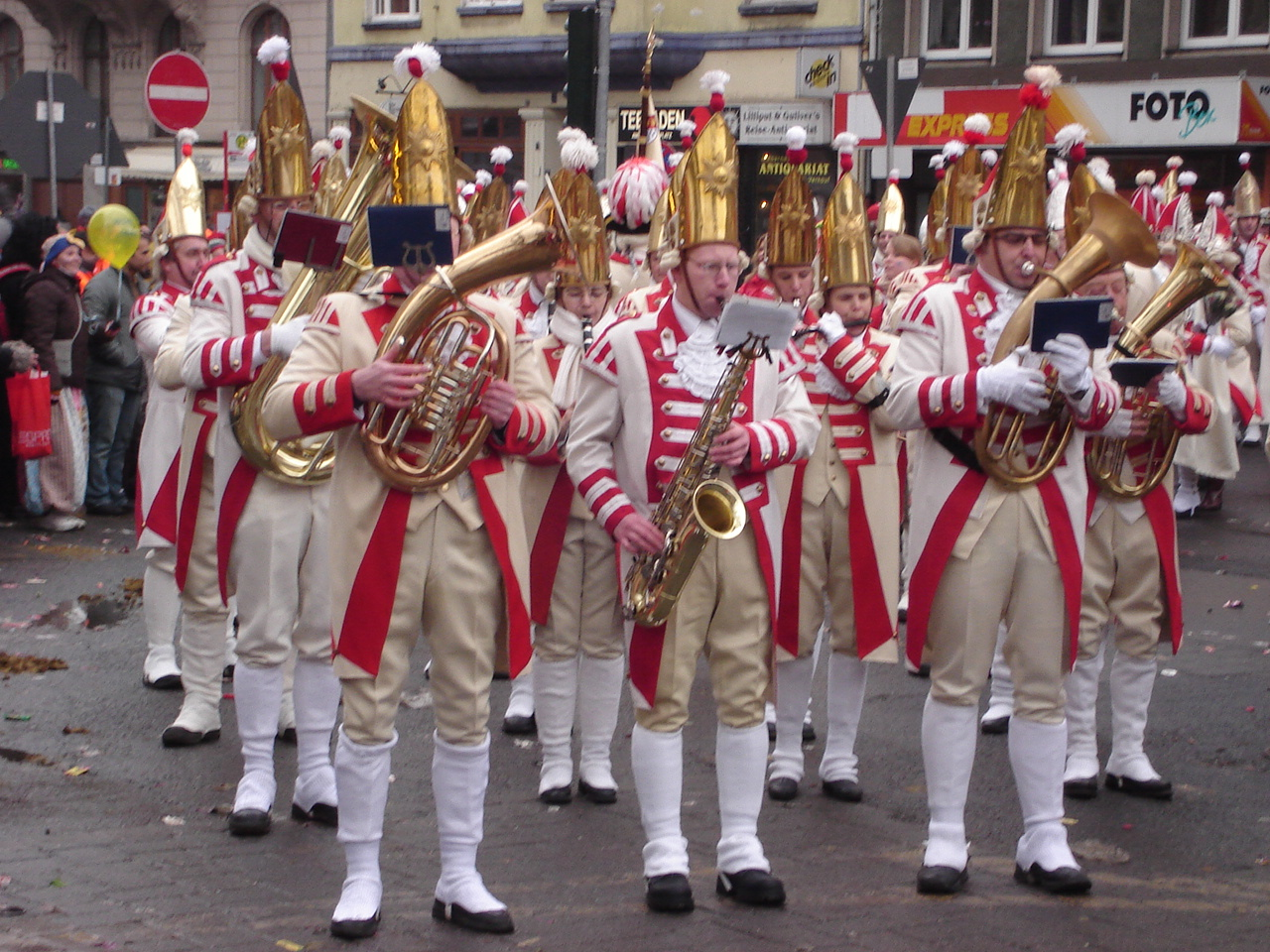
Ein Blasorchester in der „Mehlsack“- Uniform der Prinzengarde

Die Prinzen-Garde Köln 1906 e. V. ist eines der neun Traditionskorps im Kölner Karneval und begleitet den Prinzen Karneval im Rosenmontagszug. Wegen ihrer weißen, mit rot abgesetzten Uniformen werden sie von den Kölnern  „Mählsäck“ (Mehlsäcke) genannt.

## Geschichte

Die Gründungsmitglieder der Prinzen-Garde

1906 wurde die Prinzen-Garde Köln als Begleitkorps des Prinzen Karneval gegründet.
Vier Jahre zuvor hatte sich die EhrenGarde der Stadt Köln 1902 gegründet, um Bauer und Jungfrau im Rosenmontagszug zu begleiten. Um auch dem Prinzen Karneval eine würdige Begleittruppe zur Seite zu stellen, versammelte sich am 16. Dezember 1905 eine Gruppe von Herren, die zum Teil bereits hohe Positionen im Festkomitee Kölner Karneval oder in anderen Kölner Karnevalsvereinen bekleideten, im Gelben Saal der Bürgergesellschaft Köln und gründeten die Prinzen-Garde als Leibregiment des Prinzen Karneval. In der Karnevalssession 1906 trat die Prinzen-Garde unter ihrem Präsidenten Carl Bormkessel zum ersten Mal in der Öffentlichkeit auf und stellte auch das Kölner Dreigestirn der Session 1906.
Bis zum Jahr 1931 standen im häufigen Wechsel verschiedene Präsidenten der Prinzen-Garde Köln vor. Einer der bekanntesten ist der ehemalige Präsident des Festkomitee Kölner Karneval Fritz Maaß. 1931 übernahm der spätere Präsident des Festkomitee Kölner Karneval Thomas Liessem als Präsident und später auch als Kommandant die Gesellschaft und führte sie mit kurzer Unterbrechung bis ins Jahr 1968.
1969 folgte ihm Hans Becker nach, der besonders durch die seit 1992 bei RTL ausgestrahlte Fernsehsitzung der Prinzen-Garde bekannt wurde.
Von 2002 bis 2007 leitete Heinz-Jürgen Palm die Gesellschaft. Von 2007 bis 2013 war Kurt Stumpf Präsident der Prinzen-Garde. Auf der Jahreshauptversammlung der Prinzen-Garde Köln am 4. September 2013 wurde Dino Massi mit großer Mehrheit zum 11. Präsidenten der Garde gewählt.

## Struktur
Die Prinzen-Garde Köln 1906 e. V. hat etwa 450 Mitglieder aus allen Altersschichten und Berufsgruppen. Präsident ist seit 2013 Dino Massi. Jedes Mitglied gehört einem von vier sogenannten Korpsteilen an. Das Fußkorps und das Reiterkorps bilden das aktive Korps.

### Fußkorps
Die Mitglieder des Fußkorps sind im Rosenmontagszug zu Fuß unterwegs. Die Mannschaften und Unteroffiziere sind an ihren goldfarbenen Grenadiermützen zu erkennen. Die Offiziere tragen einen silberfarbenen Helm, der einer preußischen Offiziershaube nachempfunden ist. Das Fußkorps wird seit 2022 von Kevin „Schnix“ Schneider geführt.

### Reiterkorps
Das Reiterkorps besteht aus den Mitgliedern, die eine Reitausbildung genossen haben und am Rosenmontagszug als berittene Einheit teilnehmen. Das Reiterkorps wird seit 2021 von Alexander Prentki geleitet.

### Reservekorps
Langjährige Mitglieder, die in Fuß- oder Reiterkorps aktiv waren, haben die Möglichkeit, in das Reservekorps zu wechseln. Im Reservekorps besteht, anders als in den aktiven Korpsteilen Fußkorps und Reiterkorps, keine Verpflichtung zur Teilnahme an Veranstaltungen der Prinzen-Garde. Seit 2017 ist Jürgen Wicharz Führer des Reservekorps.

### Corps à la suite
Mitglieder, die die Prinzen-Garde in erster Linie finanziell unterstützen möchten, haben die Möglichkeit, in das Corps à la suite einzutreten. Die Mitglieder im Corps à la suite können an allen Veranstaltungen der Prinzen-Garde teilnehmen, sind aber nicht dazu verpflichtet. Führer des Corps à la suite ist seit Juni 2016 Thorsten "Totti" Schmidt.

### Ehrenoffiziere
Aufgrund besonderer Verdienste können Personen, die dem Verein nicht angehören, zu Ehrenoffizieren befördert werden. Prominente Ehrenoffiziere der Prinzen-Garde sind der Formel-1-Rennfahrer Michael Schumacher und der Berliner Erzbischof Heiner Koch als „Regimentsbischof“.

## Prinzengardeturm

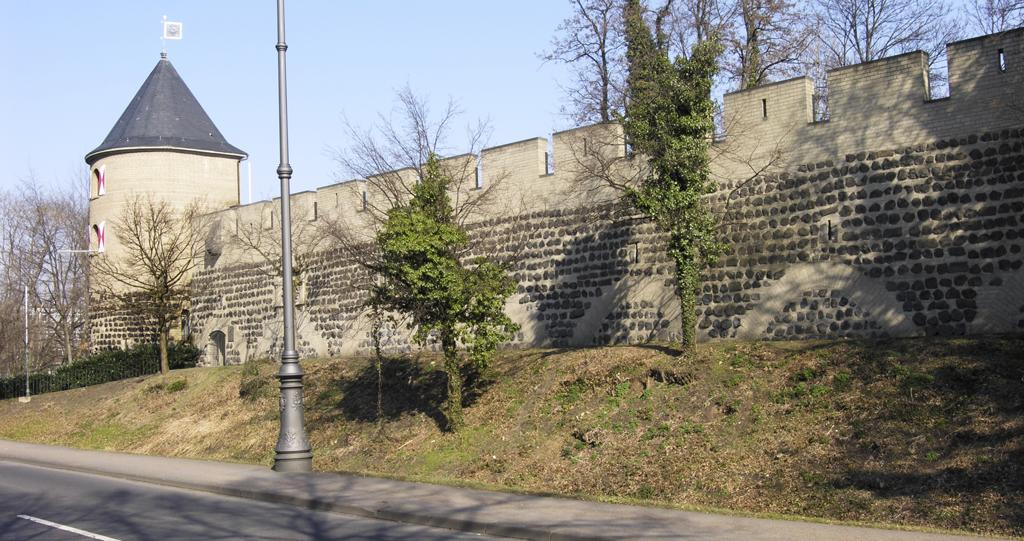
Der Sachsenturm ist Teil der mittelalterlichen Stadtmauer.

Seit 1981 hat die Prinzen-Garde Köln 1906 e. V. ihr Domizil in einem der Wehrtürme der historischen Kölner Stadtmauer gefunden, der sich an dem einzigen noch erhaltenen Stück am Sachsenring befindet. Der Turm wurde zuvor ab den 1950er Jahren von dem Kölner Architekten Peter Neufert als Wohnhaus genutzt.
Mit großem Aufwand wurde der Turm nach historischem Vorbild hergerichtet und unter anderem innen mit Wandvertäfelungen ergänzt, die vom Kölnischen Stadtmuseum als Dauerleihgabe zur Verfügung gestellt wurden. 1999 wurde der Turm durch einen Anbau am stadteinwärtigen Teil der Stadtmauer erweitert.
Die Prinzen-Garde ist neben den Roten Funken, den Blauen Funken und der EhrenGarde eines der vier von neun Traditionskorps, deren Sitz einer der historischen Türme der Kölner Stadtmauer ist.
Der Turm ist einmal jährlich am Tag des offenen Denkmals in Köln für die Öffentlichkeit im Rahmen einer geführten Tour zu besichtigen.